# Новомихайловка (Приморский край)
Новомиха́йловка — село в Чугуевском муниципальном районе Приморского края России.

## География
Село находится на правом берегу реки Уссури, на автотрассе 05Н-100 «Осиновка — Рудная Пристань», на расстоянии 7 км к северу от села Чугуевка, административного центра района.

## История
Село основано в 1907 году немецкими переселенцами. Некогда крупнейшее немецкое село Приморского края. 

## Население
| 1912 | 1926 | 2002 | 2006 | 2010 |
| ---- | ---- | ---- | ---- | ---- |
| 130  | ↘127 | ↗681 | ↗691 | ↘613 |

## Улицы
| - ул. Водомерная, - ул. Кустарная, - ул. Партизанская, | - ул. Садовая, - ул. Советская, - ул. Утёсная. |

## Транспорт
Ближайшая железнодорожная станция Новочугуевка находится на расстоянии 4 км к юго-западу от села.
В селе делают остановку междугородние автобусы, курсирующие между центральными и северными районами Приморья, а также между Хабаровском и Дальнегорском; отдыхают дальнобойщики.